# 托羅斯山脈

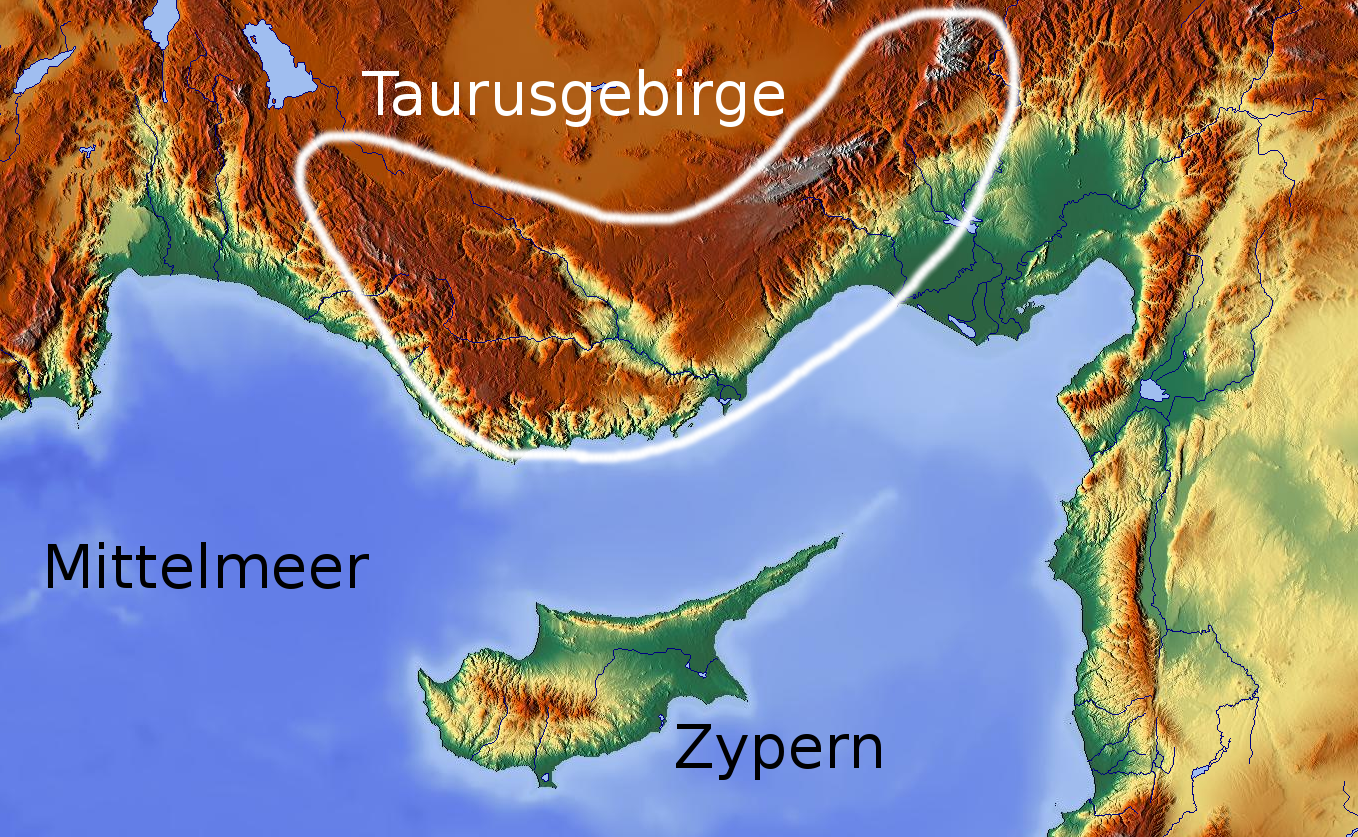
地形圖

，土耳其中南部主要山脉，位于安纳托利亚高原边缘，西起安塔利亚以北的埃伊尔迪尔湖，东抵幼发拉底河和底格里斯河上游地区。托罗斯山脉平均海拔在2000米以上，主峰代米尔卡泽克峰，海拔3756米。